# ジャック・ヒギンズ
ジャック・ヒギンズ（Jack Higgins, 1929年7月27日 - 2022年4月9日）は、イギリスの小説家。本名はヘンリー・パタースン (Henry Patterson) 。
第二次世界大戦や、イギリス対アイルランドの紛争を題材にした冒険小説を得意とする。

## 経歴
1929年にイングランド北部のニューカッスル・アポン・タインに生まれる。幼年時代は北アイルランドのベルファストに住んでいた。
- 『死にゆく者への祈り』（早川書房刊）のプロフィールには「ジャック・ヒギンズはアイルランドで生まれ、母の再婚とともにイギリスに渡り、読書と音楽に恵まれた少年時代を過ごしたという」とある。
- Unofficial Jack Higgins Homepageのバイオグラフィ[2]では生地は明らかにされず、「政治的背景を持つ家族のなかでベルファストで成長した」との記述がある。

15歳の時ロンドンに出て以降、転々と職を変える。第二次世界大戦にも従軍した。歴史教師を経て1964年から専業作家となり、ハリー・パターソン (Harry Paterson) 、マーティン・ファロン (Martin Fallon) 、ヒュー・マーロウ (Hugh  Marlowe) 、ジェームズ・グレアム (James Graham) と複数のペンネームで活動していた。
1975年にヒギンズ名義で書いた『鷲は舞い降りた』のヒット以降はジャック・ヒギンズを用いることが多い。以前に別のペンネームで書いた作品の多くもヒギンズ名義で再版されている。
その後、チャネル諸島ジャージー島に住居を移し、作品を書き続ける。
1991年には長編50作を記念して『鷲は舞い降りた』の続編『鷲は飛び立った』が書かれた。

## 作品
ヒギンズの作品は、第二次世界大戦の架空のエピソードと、北アイルランド紛争にからんだ孤高のテロリストを主人公とした話の二つに分けられる。詳細な設定、魅力的な登場人物とその心理描写、ストーリー展開の意外性がヒギンズ作品の魅力である。特殊部隊員やテロリストが主人公となることが多いが、これらの人物は必ずしも理想に燃えそのような行為を行っているわけではない。運命に翻弄されテロに身を投じる自分自身の中に矛盾をかかえながら、時に自己嫌悪をいだきながら戦っている。テロリズムを称賛することはないが、テロリストを単なる悪人に仕立てることもない。これは他の単純明解な勧善懲悪型の冒険小説の主人公たちとは一線を画すものである。
ヒギンズ自身が一番好きな作品として挙げているのは『死にゆく者への祈り』である。この話の主人公の名であるマーティン・ファロンをペンネームにしていたこともある。

## 作品一覧
「 」内は邦題。" "内は原題。（名義別・発表順）

### ジャック・ヒギンズ名義
- 「廃虚の東」 "East of Desolation"
- 「真夜中の復讐者」 "In the Hour Before Midnight"
- 「地獄島の要塞」 "Night Judgement at Sinos"
- 「神の最後の土地 」 "The Last Place God Made"
- 「非情の日」 "The Savege Day"
- 「死にゆく者への祈り」 "A Prayer for the Dying"
- 「鷲は舞い降りた」 "The Eagle Has Landed"
- 「エグゾセを狙え」 "Exocet"
- 「狐たちの夜」 "Night of the Fox"
- 「地獄の季節」 "A Season in Hell"
- 「反撃の海峡」 "Cold Harbour"
- 「鷲は飛び立った」 "The Eagle Has Flown"
- 「シバ 謀略の神殿」 "Sheba" （"Seven Pillars to Hell" を改稿）
- 「双生の荒鷲」 "Flight of Eagles"
- "The Key of Hell"
- "Bad Company"
- "Dark Justice"
- "Without Mercy"

### ショーン・ディロン・シリーズ
- 「嵐の眼」 "Eye of the Storm"
- 「サンダー・ポイントの雷鳴」 "Thunder Point"
- 「闇の天使」 "Angel of Death"
- 「密約の地」 "On Dangerous Ground"
- 「悪魔と手を組め」 "Drink with the Devil"
- 「大統領の娘」 "The President's Daughter"
- 「ホワイトハウス・コネクション」 "The White House Connection"
- 「審判の日」 "Day of Reckoning"
- 「復讐の血族」 "Edge of Danger"
- 「報復の鉄路」"Midnight Runner"

### ハリー・パターソン名義
- "Sad Wind from the Sea"
- "Cry of the Hunter"
- "The Thousand Faces of Night"
- 「復讐者の帰還」 "Comes the Dark Stranger" （翻訳版ではジャック・ヒギンズ名義）
- 「地獄の群衆」 "Hell is Too Crowded" （翻訳版ではジャック・ヒギンズ名義）
- 「裏切りのキロス」 "The Dark Side of the Island" （翻訳版ではジャック・ヒギンズ名義）
- "A Phoenis in the Blood"
- "Thunder at Noon"
- 「獅子の怒り」 "Wrath of the Lion" （翻訳版ではジャック・ヒギンズ名義）
- "The Graveyard Shift"
- 「鋼の虎」 "The Iron Tiger"
- "Brought in the Dead"
- "Hell is Always Today"
- 「勇者の代償」 "Toll for the Brave" （翻訳版ではジャック・ヒギンズ名義）
- 「ヴァルハラ最終指令」 "The Valhalla Exchange"
- 「脱出航路」 "Storm Warning" （翻訳版ではジャック・ヒギンズ名義）
- 「裁きの日」 "Day of Judgment" （翻訳版ではジャック・ヒギンズ名義）
- 「ウィンザー公掠奪」 "To Catch a King"
- 「暗殺のソロ」 "Solo" （翻訳版ではジャック・ヒギンズ名義）
- 「ルチアノの幸運」 "Luciano's Luck" （翻訳版ではジャック・ヒギンズ名義）
- 「テロリストに薔薇を」 "Touch the Devil" （翻訳版ではジャック・ヒギンズ名義）
- 「デリンジャー」 "Dillinger" （"Thunder at Noon" を改稿）
- 「黒の狙撃者」 "Confessional" （翻訳版ではジャック・ヒギンズ名義）
- 「ダンスホール・ロミオの回想」 "Memories of a Dance Hall Romeo" （翻訳版ではジャック・ヒギンズ名義）

### マーティン・ファロン名義
- "The Testament of Caspar Schultz"
- 「虎の潜む嶺」 "Year of the Tiger" （翻訳版ではジャック・ヒギンズ名義）
- 「地獄の鍵」 "The Keys of Hell" （後にヒギンズ名義で改稿）
- 「謀殺海域」 "A Fine Night for Dying" （翻訳版ではジャック・ヒギンズ名義）

### ヒュー・マーロウ名義
- "Seven Pillars to Hell" （後にヒギンズ名義で"Sheba" に改題）
- 「闇の航路」 "Passage by Night" （翻訳版ではジャック・ヒギンズ名義）
- 「雨の襲撃者」"A Candle for Dead" （"The Violent Enemy" を改題。翻訳版ではジャック・ヒギンズ名義）

### ジェームズ・グレアム名義
- 「勇者たちの島」 "A Game for Heroes"
- 「サンタマリア特命隊」 "The Wrath of God" （翻訳版ではジャック・ヒギンズ名義）
- 「暴虐の大湿原」 "The Khufra Run"
- 「ラス・カナイの要塞」 "Bloody Passage" （米国版のタイトルは"The Run to Morning"）